# Muschelschale

Muschel von dorsal (von oben)

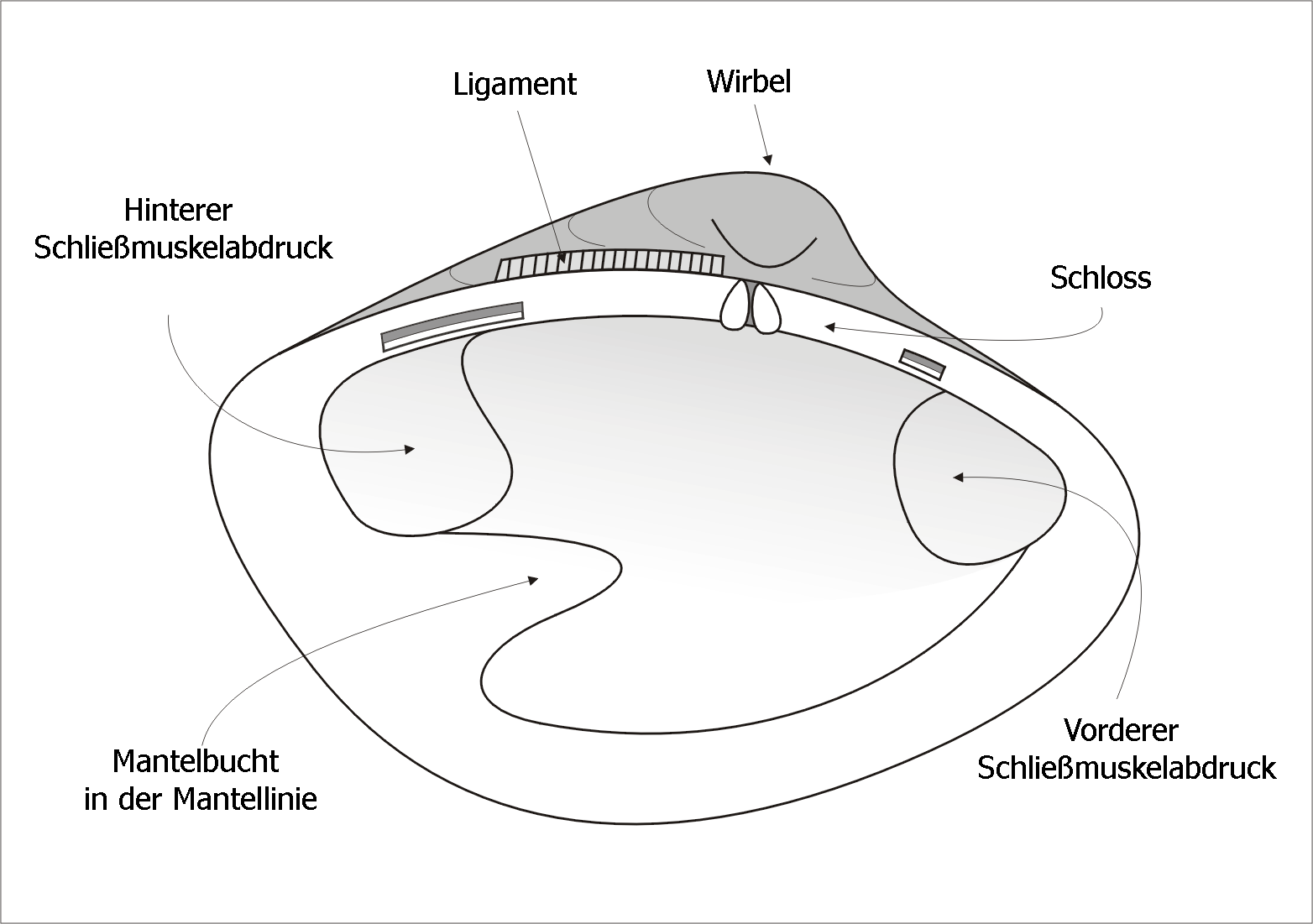
Innenseite einer linken Muschelschale

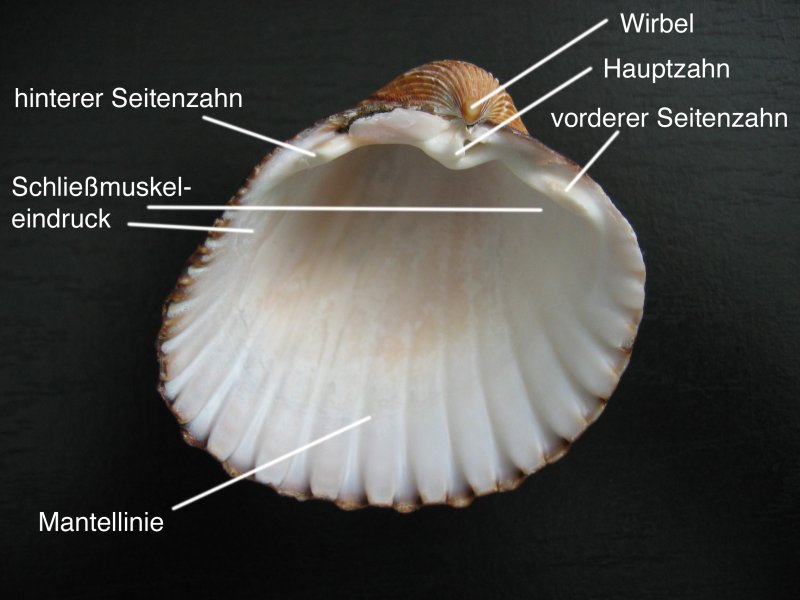
Schale einer Herzmuschel

Jeweils zwei Muschelschalen bilden das äußere Skelett (Exoskelett) der Muscheln. Die Muschelschale ist eine spezielle Form der Molluskenschale, die alle Schalenweichtiere besitzen.
Das Muschelgehäuse besteht aus zwei schaligen Klappen, die den Weichkörper der Muscheln umgeben. Die beiden Klappen werden durch zwei innere Schließmuskel zusammengehalten und sind rückenseitig durch ein Schlossband, das sogenannte Ligament, gelenkig verbunden. Die Ansatzstellen der Schließmuskeln sind oft auf der Innenseite der Muschelschalen zu erkennen. Das Schlossband ist sehr elastisch und hält die Muschelhälften auf Spannung. Es arbeitet dabei antagonistisch zu den Schließmuskeln: Die Spannung des Schloßbands öffnet die Muschel. Nach dem Tod des Tieres erschlaffen die Schließmuskel (oder lösen sich von der Schale) – in der Folge öffnet sich die Muschel.

## Anatomie
Die auseinanderklaffenden Schalen werden durch mechanische Beanspruchung, wie z. B. die Brandung, leicht getrennt. Man findet daher sehr viel öfter einzelne Schalenhälften als eine „Doublette“, die noch aus beiden Klappen besteht.
Damit die beiden Hälften der Muschelschale seitlich nicht verrutschen, tragen viele Arten so genannte Schlosszähne, die die beiden Hälften in geschlossenem Zustand ineinander verkeilen. Die Schlosszähne bestehen aus ineinandergreifenden, zahn- oder leistenförmigen Erhebungen am inneren Rückenrand der Klappen und entsprechenden Gruben auf der Gegenklappe. Die meisten Muscheln sind heterodont, das heißt, ihr Schloss besteht aus wenigen Hauptzähnen und bis zu vier leistenförmigen Seitenzähnen. Wegen der Vielfalt unterschiedlicher Ausbildungen der Schlosszähne können sie oft für die zoologisch-systematische Einordnung der Muschel genutzt werden.
Auch ineinandergreifende Einkerbungen am unteren Schalenrand können ein seitliches Verrutschen verhindern. Diese Einkerbungen sind ebenfalls bestimmende Merkmale einer Muschelart. Die gebogene Form verleiht Muschelschalen insgesamt ihre Stabilität.

## Zusammensetzung
Muschelschalen bestehen hauptsächlich aus Calciumcarbonat (Kalk), der in Form des Minerals Aragonit auftritt. Die Aragonit-Kristalle werden von einer organischen Substanz, dem Conchyn, verkittet. Die Muschelschalen werden vom Mantel, einer Hautfalte der Muschel, gebildet. Auch die Ansatzstelle des Mantels ist auf der Innenseite vieler Muschelschalen zu erkennen (Mantelrand). Die Schalen bestehen aus drei Schichten: dem farbigen Periostracum, der Prismenschicht und der oft regenbogenfarbig schillernden Perlmuttschicht (Hypostracum).

## Verwendung
Muschelschalen finden vielfach Verwendung, beispielsweise als Schmuckmaterial (Perlmutt) oder bei der Vogel- oder Reptilienfütterung als Kalziumquelle, unter anderem für Landschildkröten. Fossile Muschelschalen bilden einen Bestandteil des teilweise als Baumaterial genutzten Natursteins Muschelkalk. 
Die Verarbeitung von Molluskenschalen lässt sich bereits in der Indus-Kultur um 2800–1800 v. Chr. nachweisen. Weltweit wurden und werden teils heute noch die Schalen verschiedener Muschelarten zu kleinen, durchlöcherten Scheiben verarbeitet, auf Schnüre aufgezogen und als Muschelgeld gehandelt. So hat das Tabu-Muschelgeld des Tolai-Volkes auf der Insel Neubritannien in Papua-Neuguinea neben seiner Bedeutung als offizielle Komplementärwährung auch tiefliegende kultische, religiöse und spirituelle Bedeutungen.
Der Öl-Konzern Shell verwendet eine auf dem Kopf stehende stilisierte Kammmuschel als Firmenlogo. In der Heraldik werden Schalen der Jakobsmuschel als Wappentier abgebildet, so in den Wappen der Städte Ennigerloh, Mainz-Kastel oder Bad Mingolsheim (siehe auch Liste der Wappen mit der Jakobsmuschel und Muschel als Wappentier).

Firmenlogo des Shell-Konzerns
Wappen von Ennigerloh
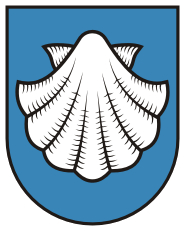
Wappen von Mainz-Kastel
Wappen von Bad Mingolsheim